# Apiococcus asperatus
Apiococcus asperatus är en insektsart som beskrevs av Hempel 1900. Apiococcus asperatus ingår i släktet Apiococcus och familjen filtsköldlöss. Inga underarter finns listade i Catalogue of Life.